# باشگاه فوتبال هوپ اینترنشنال
باشگاه فوتبال هوپ اینترنشنال یک باشگاه فوتبال حرفه‌ای است که در کینگزتاون، سنت وینسنت و گرنادین‌ها مستقر است. آنها در حال حاضر در لیگ برتر ان‌ال‌ای بازی می‌کنند. آنها در فصل افتتاحیه مسابقات قهرمانی ملی سنت وینسنت و گرنادین‌ها سوم شدند.